# Gyninae
Gyninae es una subfamilia de insectos blatodeos de la familia Blaberidae. Esta subfamilia comprende 43 especies divididas en cinco géneros.

## Géneros
Los cinco géneros de la subfamilia Gyninae son los siguientes:
- Alloblatta
- Gyna
- Paraprincisaria
- Princisaria
- Pseudocalolampra